# Fan-Daria
Le Fan-Daria est une rivière du Tadjikistan. C'est un affluent du Zeravchan en rive gauche, donc un sous-affluent de l'Amou Daria par le Zeravchan. 

## Géographie
Le Fan-Daria est formé par la confluence de deux rivières : le Yaghnob et l'Iskander-Daria. Le Yaghnob naît sur les pentes nord-orientales des monts Gissar dans la province tadjike de Sughd, à quelque 100 kilomètres au nord-est de la ville de Douchanbé. L'Iskander-Daria a son origine à quelque 80 kilomètres au nord-ouest de Douchanbé également sur le versant nord des monts Gissar, mais dans sa partie nord-occidentale.
Dès sa naissance, le Fan-Daria adopte la direction du nord ; il franchit rapidement les monts Zeravchan qui bordent au sud la vallée de la rivière de même nom, et après 24 kilomètres se jette dans celle-ci en rive gauche, au niveau de la petite ville de Zarafobod.

## Affluent
- Le Pasrut, qui lui donne ses eaux en rive gauche.

## Source
Certaines données sont reprises de la version en tchèque de Wikipédia : Fandarja